# Демидки (Вілейський район)
Демидки (біл. вёска Демидки) — село в складі Вілейського району Мінської області, Білорусь. Село підпорядковане Довгинівській сільській раді, розташоване в північній частині області.